# لیشکان (دنا)
لیشکان یک روستا در ایران است که در شهرستان دنا در استان کهگیلویه و بویراحمد واقع شده‌است.

## جمعیت
این روستا در دهستان کبگیان قرار دارد و براساس سرشماری مرکز آمار ایران در سال ۱۳۸۵، جمعیت آن ۱۴۱ نفر (۲۷ خانوار) بوده‌است.